# 「健康食品」の安全性・有効性情報
「健康食品」の安全性・有効性情報（けんこうしょくひんのあんぜんせいゆうこうせいじょうほう、Information System on Safety and Effectiveness of Health Foods）は、健康食品に用いられる食品や成分に関する情報を収集し公開するウェブサイトである。通称HFNet。2004年に開設され、医薬基盤・健康・栄養研究所の国立健康・栄養研究所（国立栄研）が運営している（国立栄研は2015年に医薬基盤の方へ統合されている）。
太田成男はサイト内の「信頼できる十分なデータが見当たらない」という表現について 、データがないかのような誤解が誘導されるような表現であると指摘している。

## 目的
このサイトの目的は、食品の機能について信頼できる正しい情報を提供し、食品の機能の表示の信頼性が高まることによって、国民の健康づくりに役立てること。

## 沿革
2004年の「健康食品に係る制度のあり方に関する検討会」で、食品の機能について信頼できる正しい情報を提供し、また食品の機能の表示の信頼性が高まることによって、国民の健康づくりに役立つことを期待するという方向性が示された。当時、食品の健康効果に注目が集まり逆に健康被害が発生し、情報提供の必要性が認識された。
この検討会における、健康食品に関するデータベースを作り国民に広く普及させるという意見に基づいて、国立健康栄養研究所から、消費者の立場に立って科学的な根拠のある情報の公開が開始された。2004年には日に5000アクセスであったが2018年には17000アクセスに増加した。
厚生労働科学研究費補助金で食品安全確保研究事業として、食品や食品成分、「健康食品」の安全性・有効性情報などに関するデータベースを運営している。2006年、市場開放問題苦情処理体制 (OTO) で、「消費者にとってより判り易いサプリメントに係る情報提供の推進」として国立健康・栄養研究所のデータベースの紙媒体等への情報提供手段を整備することが決定された。

## 掲載情報
健康食品に関するさまざまな情報を扱っている。一般の消費者自身が健康食品について調べる際に活用する分かりやすい情報も提供されているが、専門職が、消費者から相談された時に活用するためのやや難しい情報も多い。医師、薬剤師、管理栄養士、健康食品・サプリメントに関するアドバイザリースタッフ向けの情報である。
- 基礎知識

保健機能食品の制度と内容、健康食品を利用する際に注意すべき基本事項、専門職が消費者から相談された時の対応、国立研究開発法人医薬基盤・健康・栄養研究所および厚生労働省、消費者庁などの行政機関により作成されたパンフレット・リーフレット（消費者向け/専門職向け）を公開している。
- 特定保健用食品／その他解説

主な対象は消費者で、特定保健用食品（トクホ）の上手な利用法、各特定保健用食品の有効性および安全性の内容、ビタミン・ミネラルの解説、さらに話題の食品や成分についてのコラムや研究所が行った研究報告を公開している。
- 素材情報データベース

主な対象は専門職で、食品や成分の有効性と安全性について、論文として発表されている研究結果を収集、要約して公開している。このデータベースを利用する上での留意点、また掲載論文の採択基準については「基礎知識」に掲載されている。
- 被害関連情報

## ほかの食品機能の情報データベース
本サイトは食品機能の表示が承認された商品について、上記のように特定保健用食品（トクホ）を扱っている。「コレステロールを下げる」といった表示が認められた食品のことである。2019年より、トクホが承認された全商品を掲載している。トクホでは事業者が臨床試験を実施している。
2015年より機能性表示食品の制度でも科学的根拠をもとに商品の機能を表示できるようになっているが、こちらは消費者庁の「機能性表示食品の届出情報検索」から検索することができる。機能性表示食品では事業者が科学的根拠（論文）の有無を調査している。
また本サイトでは被害など有害事象の情報も収集されまとめられている。

## 評価
「信頼できる十分なデータが見当たらない」は素材情報データベースで頻繁に使われている表現かつ、評価が良い場合の表現である。日本医科大学（当時）の太田成男は、有効性を示すデータがある場合にもデータがないかのような誤解が誘導されるような表現であると指摘しており、実際にマスコミが「データが見当たらない」と報道している場合もある。
太田の分析では、効能を表示できる医薬品や特定保健用食品（トクホ）以外のただの食品成分では5段階の評価が存在する。
1. 信頼できる十分なデータが見当たらない。
2. 信頼できるデータが十分ではない。
3. 信頼できるデータが見当たらない。
4. 十分な情報が見当たらない。
5. 情報は見当たらない。

太田によれば、「信頼できる」「十分な」の基準が明確でなく、研究が行われて統計解析されて有意だとされた研究に対して「信頼できない」とか「十分でない」とする場合には、公的機関として配慮した説明をすべきだとしている。太田が受けた説明によれば、同データベースに有効だと記載すれば悪徳業者にも利用される可能性があるため、医学情報とは異なる方針で作られているということである。